# Claviger longicornis
Claviger longicornis (auch Keulenkäfer) ist eine Käfer-Art der Familie der Kurzflügler (Staphylinidae), die ausschließlich in Nestern von Ameisenarten lebt.

## Beschreibung
Der Käfer wird 2,4 bis 2,7 Millimeter lang, er besitzt eine rot- bis gelbbraune Grundfärbung. Der schmale, mehr als doppelt so lange wie breite Kopf trägt keine Augen oder irgendwelche Reste davon. Auch die Mundwerkzeuge sind stark rückgebildet und liegen in einer grubenartigen Einsenkung. Hinten ist der Kopf halsartig eingeschnürt. Die Fühler sind sechsgliedrig, wobei das erste Glied in die Kopfkapsel eingesenkt und nicht frei sichtbar ist. Sie sind länglich, ihr drittes Glied (d. h. das zweite sichtbare) ist viermal länger als breit und deutlich länger als das vierte. Zum Ende hin sind die Glieder undeutlich keulenartig verbreitert, ohne abgesetzte Fühlerkeule. Der Halsschild ist etwas breiter als lang, er besitzt in der Mitte der Basis (das ist die Seite zu den Flügeldecken hin) ein auffallendes, rundes Grübchen. Die verkürzten Flügeldecken sind schwach glänzend, ohne Punkte oder Streifen. An den äußeren Hinterwinkeln tragen sie jeweils ein Büschel verzweigter Haare. Der Hinterleib ist kurz und breit, er ist nach hinten hin deutlich erweitert. Auf der Oberseite (dorsal) sind nur drei Tergite erkennbar, das erste davon ist sehr groß. Die Beine tragen dreigliedrige Tarsen, deren erstes und zweites Glied sehr kurz sind.

## Lebensweise
Der seltene Käfer lebt in den Nestern der Schattenameise (Lasius umbratus), seltener anderer Arten der Untergattung Chthonolasius aus der Gattung der Wegameisen (Lasius), angegeben wird etwa auch Lasius mixtus. Angaben von anderen Arten der Gattung Lasius sind zweifelhaft und wahrscheinlich aus der Biologie der Wirtsameisen erklärbar. Königinnen von Lasius umbratus gründen nicht unabhängig neue Nester, sondern dringen dazu in Nester anderer Lasius-Arten ein, werden aber selbst von der Glänzendschwarzen Holzameise Lasius fuliginosus in gleicher Weise parasitiert. Lasius umbratus nistet normalerweise tief im Boden, wodurch die Käfer vermutlich selten gesammelt werden. Der verwandte und ihm ähnliche Rotbraune Keulenkäfer (Claviger testaceus) findet sich dagegen zusammen mit der Gelben Wiesenameise (Lasius flavus). Selten (so in Kärnten beobachtet) sollen beide Claviger-Arten im selben Ameisennest gefunden worden sein.
Wie alle Arten der Gattung Claviger ist die Art vollkommen auf ihre Wirtsameise angewiesen und wird nur in Ameisenbauten gefunden (myrmekophile Art). Der Käfer betört seine Wirtsameisen durch in den Haarbüscheln abgegebene Drüsensekrete, die aber nicht als Nahrungs-, sondern offenbar als Rauschmittel wirken. Die Ameisen füttern ihn und tragen ihn bei Gefahr mit ihren Kieferzangen in Sicherheit. Der Käfer lebt vor allem auf sonnenbeschienenen Hängen in Niederungen, geht aber bis zu 1000 Meter hoch.

## Verbreitung
Der Käfer wird im größten Teil Europas gefunden, aber immer sehr selten. Neben Claviger testaceus ist er aber die am weitesten verbreitete Art der Gattung und mit ihm der einzige mitteleuropäische Vertreter. Funde liegen von Skandinavien bis zum Mittelmeergebiet vor. Er lebt in Deutschland in allen Landesteilen, aber überall sehr selten, und in Österreich, während es für die Schweiz keine Fundnachweise gibt. Angaben aus Vorderasien (Türkei, bis zum Kaukasus) sind unsicher, die Art wird in einer neueren Aufstellung für die Türkei nicht mehr angegeben. In Deutschland wird sie in der Roten Liste in der Kategorie 2, stark gefährdet, geführt.

## Taxonomie
Die Art wurde von dem Naturforscher und Pfarrer Philipp Wilbrand Jacob Müller beschrieben. Typlokalität ist sein Heimatort Odenbach. Claviger longicornis gehört zur Untergattung Clavifer Laporte, 1835 und ist deren Typusart. Die Gattung Claviger umfasst knapp 40 Arten und ist paläarktisch verbreitet. Sie gehört zur Supertribus Clavigeritae, einer sehr artenreichen Gruppe, die ausschließlich myrmekophile Arten umfasst.